# Shooting Stars
Shooting Stars var en tv-quiz, der startede i 1993 på det engelske BBC. 
Værter og idémænd var de engelske komikere Vic Reeves & Bob Mortimer.
Herhjemme blev det til 2 sæsoner af quizzen med Casper Christensen og Frank Hvam som værter. Holdkaptajnerne var Maria Montell og Mikael Wulff